# Teinobasis olthofi
Teinobasis olthofi – gatunek ważki z rodziny łątkowatych (Coenagrionidae).